# Feketeúszójú szirticápa
A feketeúszójú szirticápa vagy feketefoltos cápa (Carcharhinus melanopterus) a porcos halak (Chondrichthyes) osztályának kékcápaalakúak (Carcharhiniformes) rendjébe, ezen belül a kékcápafélék (Carcharhinidae) családjába tartozó faj.
A Carcharhinus cápanem típusfaja.

## Előfordulása
A feketeúszójú szirticápa eredeti előfordulási területe az Indiai- és a Csendes-óceánokban, valamint a Vörös-tengerben van. A Vörös-tengerből a Szuezi-csatornán keresztül, átjutott a Földközi-tengerbe is. Az elterjedési területe Kelet-Afrika tengerpartjaitól északra Japánig, délre pedig Ausztráliáig terjed. A legkeletibb állományai Hawaiinál és a Tuamotu-szigeteknél vannak. Egyre keletebbre haladva az állománysűrűség ritkul.

## Megjelenése
Átlagos testhossza 91-120 centiméter; de 200 centiméter hosszúra is megnőhet. Az eddigi legnehezebb példány 13,6 kilogrammot nyomott. Kis méretű cápafaj, melynek pofája lekerekített. Szemei oválisak; fogai keskenyek és kiemelkedés látható rajtuk. A második hátúszó eléggé nagy; a két hátúszó között nincsen kiemelkedés. Háti része sárgásbarna, hasi része fehér. Mindegyik úszójának a végén fekete vagy sötétbarna folt látható. A mellúszók és a farokúszó felső nyúlványának a szélei sötéten szegélyezettek. Az első hátúszó tetején nagy sötét folt van, ezt pedig egy világos sáv szegélyezi. Az oldalakon, egészen a hasúszókig egy-egy sötét sáv húzódik.

## Életmódja
Főleg a szubtrópusok korallzátonyain tartózkodik, de a brakkvízbe is beúszik. Néha megtalálható a mangroveerdőkben vagy a folyótorkolatokban is. A felszíntől 20-75 méteres mélységekben él. Magányosan vagy kis rajokban úszik. Mint minden más cápafaj a feketeúszójú szirticápa is ragadozó életmódot folytat; tápláléka főleg halakból áll, de ezek mellett rákokat, fejlábúakat és egyéb puhatestűeket is fogyaszt. Legfőbb külső élősködői az evezőlábú rákokhoz (Copepoda) tartozó Pandarus smithii. Ha ingerlik vagy bántják, akkor agresszív lehet az emberrel szemben. Beszámolók vannak a fürdőzök megharapásáról is.

## Szaporodása
Elevenszülő cápafaj; a pete szikzacskója méhlepényszerű kapcsolatot létesít a nőstény szöveteivel. Párosodáskor a cápák egymáshoz simulnak. A nőstény elterjedéstől függően 8-9, vagy akár 16 hónapig hordozza az utódokat, mielőtt elevenen világra hozná. Egy alomban 2-4 kis cápa lehet. Ezek születésükkor, az alom mérettől függően 33-52 centiméter hosszúak lehetnek.

## Felhasználása
A feketeúszójú szirticáppát ipari mértékben halásszák. Frissen, szárítva, sózva, füstölve vagy fagyasztva árusítják; fogyasztásával vigyázni kell, mivel néhány esetben mérgezést okozott. Az úszói az úgynevezett cápauszonylevesbe kerülnek bele. Májából májolajat készítenek. A városi akváriumok egyik legkedveltebb és közönségesebb cápafaja, mivel jól alkalmazkodik a fogsághoz.

## Képek

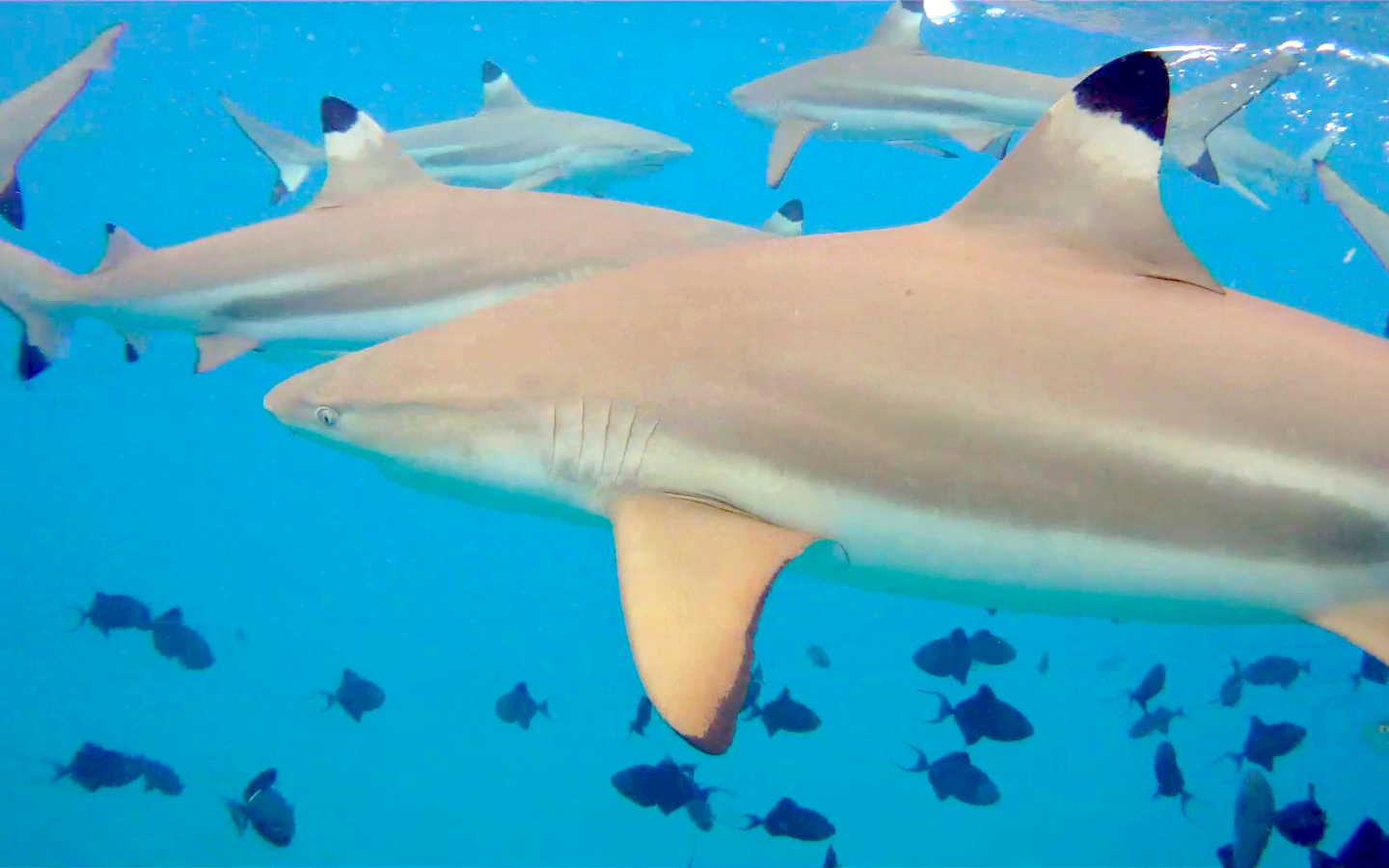
Feketeúszójú szirticápa a Bora Boránál,
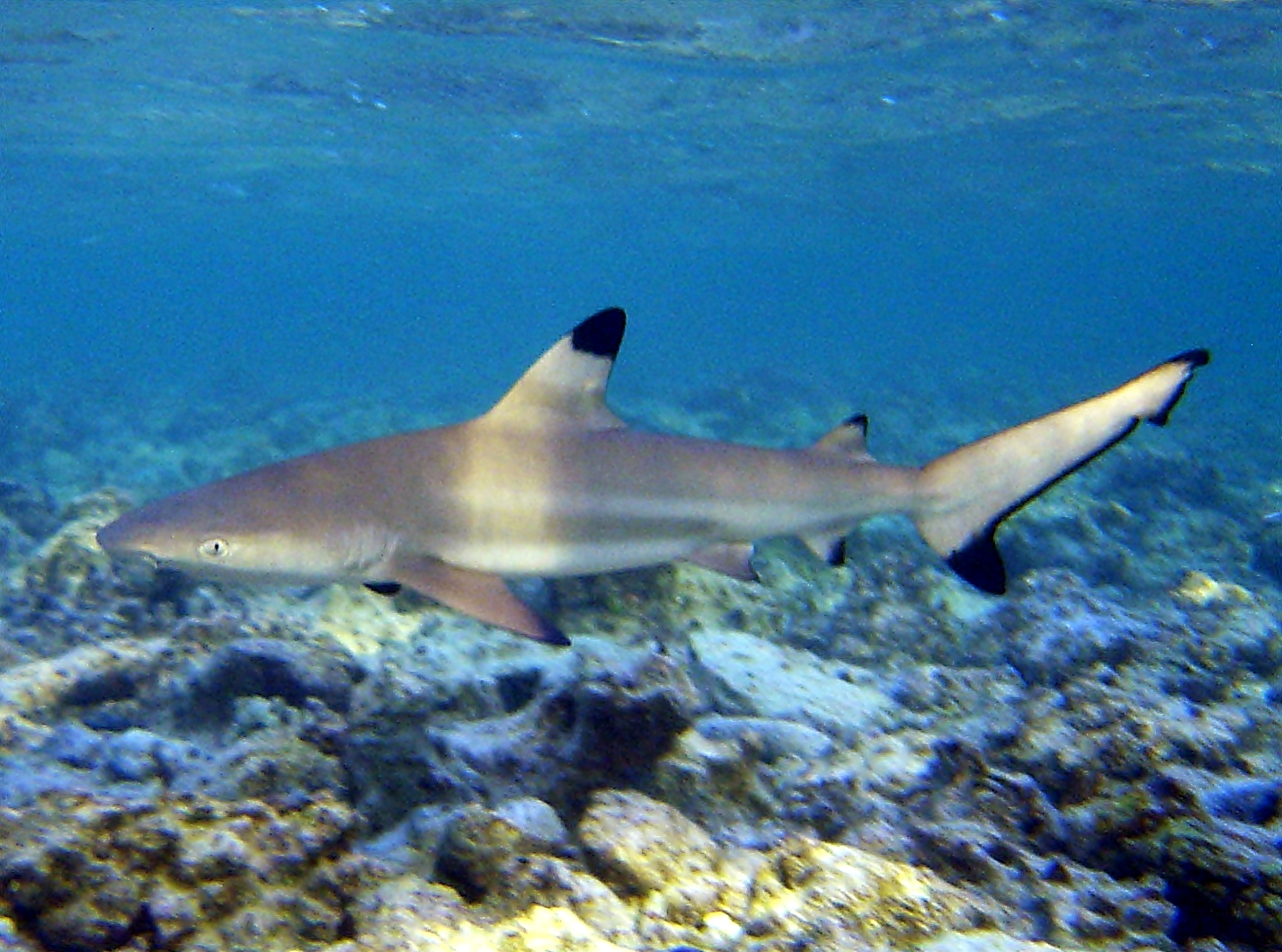
Guámnál
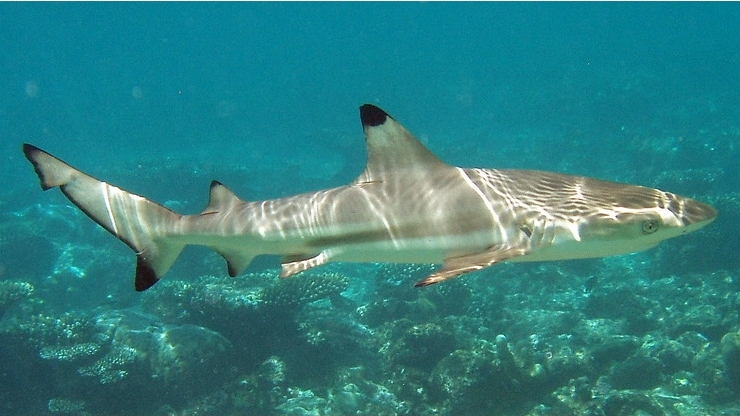
A Maldív-szigeteknél
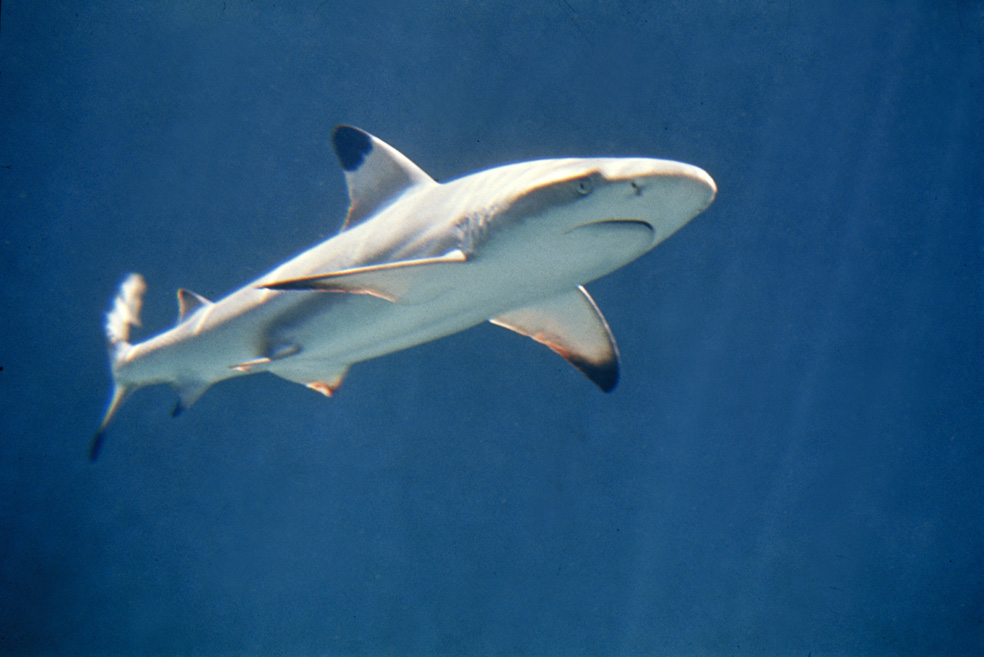
Úszóinak vége sötét, hasi része fehér
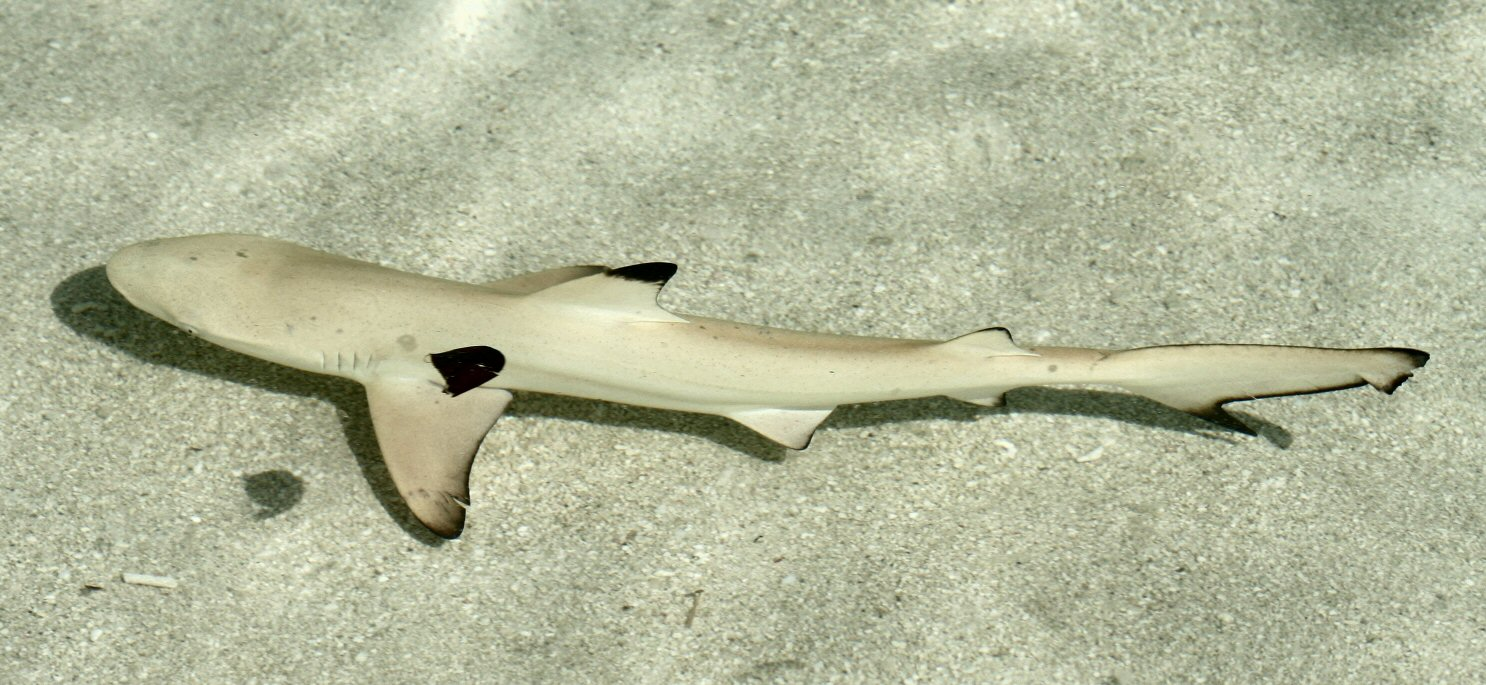
Fiatal példány
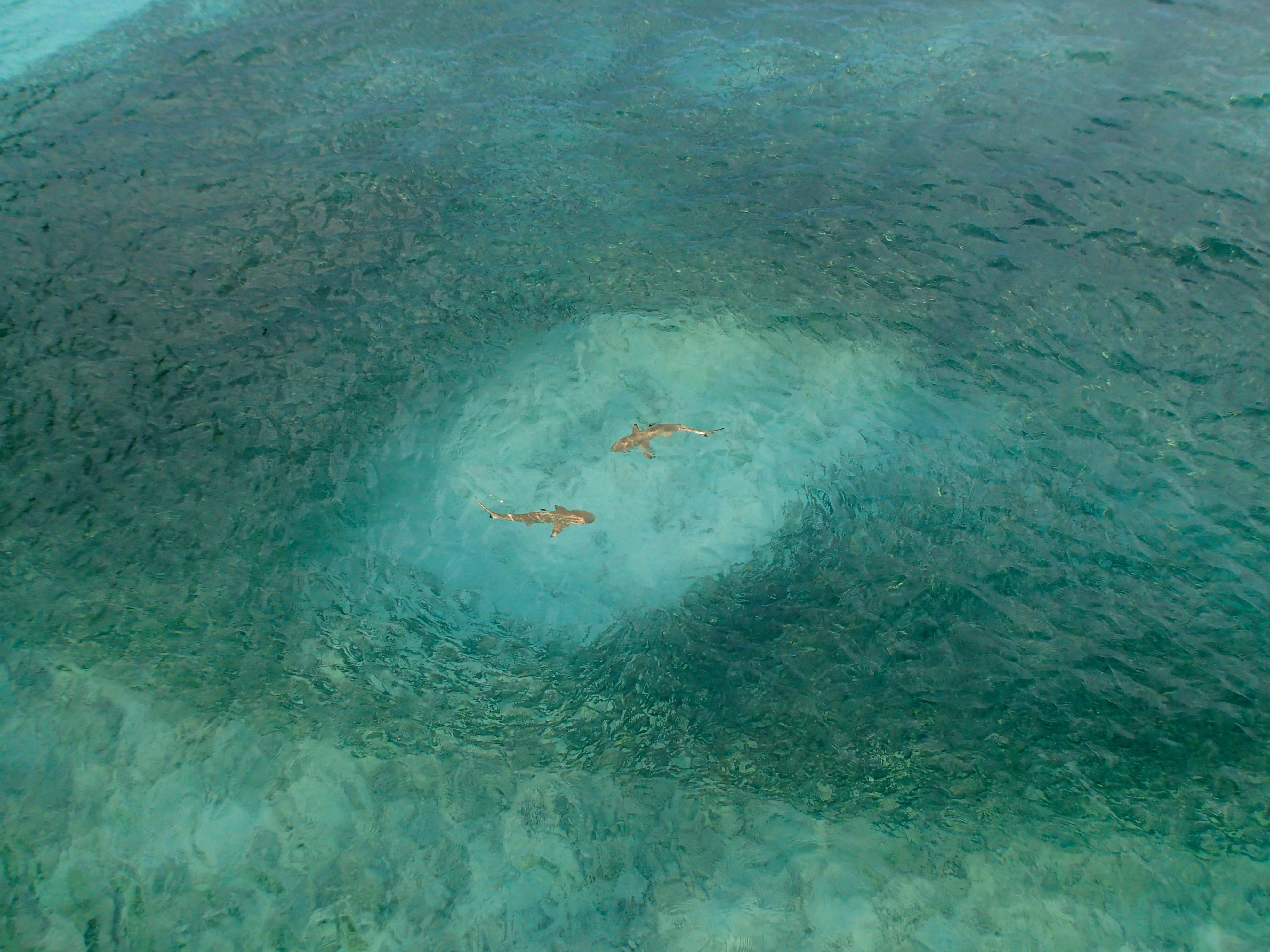
Vadászat közben
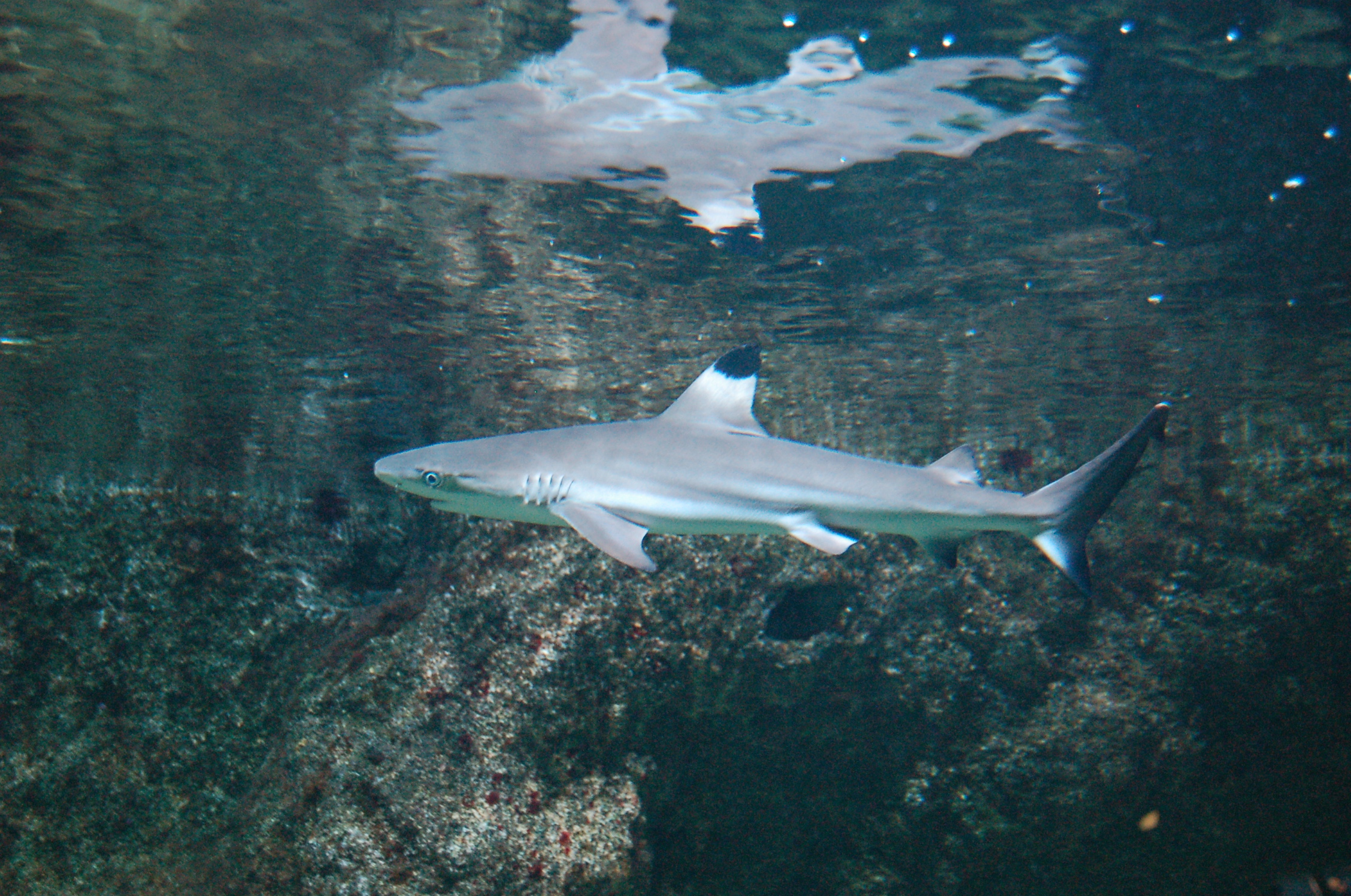
Akváriumban